# Irán az 1972. évi nyári olimpiai játékokon
Irán az NSZK-beli Münchenben megrendezett 1972. évi nyári olimpiai játékok egyik részt vevő nemzete volt. Az országot az olimpián 7 sportágban 48 sportoló képviselte, akik összesen 3 érmet szereztek.

## Érmesek
| Érem  | Versenyző        | Sportág    | Versenyszám        |
| ----- | ---------------- | ---------- | ------------------ |
| Ezüst | Rahin Aliabadi   | Birkózás   | Kötöttfogás, 48 kg |
| Ezüst | Mohammed Nassiri | Súlyemelés | 56 kg              |
| Bronz | Ebrahim Javadi   | Birkózás   | Szabadfogás, 48 kg |

## Atlétika
Férfi
| Versenyző     | Versenyszám | Előfutam | Előfutam | Előfutam | Negyeddöntő | Negyeddöntő | Negyeddöntő | Elődöntő | Elődöntő | Elődöntő | Döntő   | Döntő    |
| Versenyző     | Versenyszám | Idő      | Hely.    | Össz.    | Idő         | Hely.       | Össz.       | Idő      | Hely.    | Össz.    | Idő     | Helyezés |
| ------------- | ----------- | -------- | -------- | -------- | ----------- | ----------- | ----------- | -------- | -------- | -------- | ------- | -------- |
| Farhan Navab  | 100 m       | 11,02    | 6.       | 75.*     | kiesett     | kiesett     | kiesett     | kiesett  | kiesett  | kiesett  | kiesett | kiesett  |
| Reza Entezari | 400 m       | 47,89    | 4.       | 48.      | 48,69       | 8.          | 39.         | kiesett  | kiesett  | kiesett  | kiesett | kiesett  |
| Reza Entezari | 800 m       | 1:50,5   | 5.       | 35.      |             |             |             | kiesett  | kiesett  | kiesett  | kiesett | kiesett  |

| Versenyző       | Versenyszám | Selejtező | Selejtező | Döntő    | Döntő    |
| Versenyző       | Versenyszám | Eredmény  | Helyezés  | Eredmény | Helyezés |
| --------------- | ----------- | --------- | --------- | -------- | -------- |
| Teymour Ghiassi | Magasugrás  | 212 cm    | 25.       | kiesett  | kiesett  |

* - egy másik versenyzővel azonos időt ért el

## Birkózás
Kötöttfogású
| Versenyző         | Versenyszám | 1. forduló                       | 2. forduló                           | 3. forduló                       | 4. forduló                     | 5. forduló                     | 6. forduló        | 7. forduló        | Döntő                                                                                         | Helyezés    |
| Versenyző         | Versenyszám | Ellenfél Eredmény                | Ellenfél Eredmény                    | Ellenfél Eredmény                | Ellenfél Eredmény              | Ellenfél Eredmény              | Ellenfél Eredmény | Ellenfél Eredmény | Ellenfél Eredmény                                                                             | Helyezés    |
| ----------------- | ----------- | -------------------------------- | ------------------------------------ | -------------------------------- | ------------------------------ | ------------------------------ | ----------------- | ----------------- | --------------------------------------------------------------------------------------------- | ----------- |
| Rahin Aliabadi    | 48 kg       | Hızır Sarı (TUR) · kétvállas     | Habib Dlimi (TUN) · kétvállas        | Günter Maas (FRG) · 1-3          | Isida Kazuharu (JPN) · 3.5-0.5 | Raimo Hirvonen (FIN) · 0.5-3.5 |                   |                   | 1. mérkőzés · Gheorghe Berceanu (ROU) · 3-1 · 2. mérkőzés · Sztefan Angelov (BUL) · kétvállas |             |
| Mahdi Houryar     | 52 kg       | Petar Kirov (BUL) · kétvállas    | Miroslav Zeman (TCH) · 3-1           | kiesett                          | kiesett                        | kiesett                        |                   |                   | kiesett                                                                                       | helyezetlen |
| Firouz Alizadeh   | 57 kg       | Jamamoti Ikuei (JPN) · kétvállas | visszalépett                         | kiesett                          | kiesett                        | kiesett                        | kiesett           | kiesett           | kiesett                                                                                       | helyezetlen |
| Mohammad Dalirian | 68 kg       | Szotíriosz Nákosz (GRE) · 1-3    | Sztojan Aposztolov (BUL) · kétvállas | Andrzej Supron (POL) · kétvállas | kiesett                        | kiesett                        | kiesett           |                   | kiesett                                                                                       | helyezetlen |

Szabadfogású
| Versenyző                | Versenyszám | 1. forduló                           | 2. forduló                                 | 3. forduló                               | 4. forduló                        | 5. forduló                           | 6. forduló                   | 7. forduló        | Döntő                                                                                | Helyezés    |
| Versenyző                | Versenyszám | Ellenfél Eredmény                    | Ellenfél Eredmény                          | Ellenfél Eredmény                        | Ellenfél Eredmény                 | Ellenfél Eredmény                    | Ellenfél Eredmény            | Ellenfél Eredmény | Ellenfél Eredmény                                                                    | Helyezés    |
| ------------------------ | ----------- | ------------------------------------ | ------------------------------------------ | ---------------------------------------- | --------------------------------- | ------------------------------------ | ---------------------------- | ----------------- | ------------------------------------------------------------------------------------ | ----------- |
| Ebrahim Javadi           | 48 kg       | Sergio Gonzalez (USA) · 2-2          | Bazarragchaagiin Jamsran (MGL) · kétvállas | Sefer Baygın (TUR) · 0.5-3.5             | Umeda Maszahiko (JPN) · 1-3       |                                      |                              |                   | 1. mérkőzés · Roman Dmitrijev (URS) · 3-1 · 2. mérkőzés · Ognyan Nikolov (BUL) · 3-1 |             |
| Mohammad Ghorbani        | 52 kg       | Kató Kijomi (JPN) · kétvállas        | visszalépett                               | kiesett                                  | kiesett                           | kiesett                              | kiesett                      |                   | kiesett                                                                              | helyezetlen |
| Ramezan Kheder           | 57 kg       | Horst Mayer (GDR) · 1-3              | Juan Velarde (PER) · kétvállas             | Amrik Singh Gill (GBR) · kétvállas       | Megdiin Khoilogdorj (MGL) · 1-3   | Klinga László (HUN) · 3-1            | Janagida Hideaki (JPN) · 3-1 | kiesett           | kiesett                                                                              | 7.          |
| Samseddin Szajed-Abbaszi | 62 kg       | Stanislav Tůma (TCH) · 0.5-3.5       | José Ramos (CUB) · 1-3                     | Panajótisz Kucupákisz (GRE) · 0.5-3.5    | Théodule Toulotte (FRA) · 0.5-3.5 | Abe Kijosi (JPN) · 3-1               | visszalépett                 |                   | kiesett                                                                              | 5.          |
| Abdollah Movahed         | 68 kg       | Segundo Olmedo (PAN) · 0.5-3.5       | visszalépett                               | kiesett                                  | kiesett                           |                                      |                              |                   | kiesett                                                                              | helyezetlen |
| Manszur Barzegar         | 74 kg       | erőnyerő                             | Josida Tositada (JPN) · 0.5-3.5            | Urbanovics Miklós (HUN) · 2.5-2.5        | Yury Gusov (URS) · kétvállas      | Adolf Seger (FRG) · kétvállas        | kiesett                      |                   | kiesett                                                                              | 5.          |
| Ali Hagilou              | 82 kg       | Szaszaki Tacuo (JPN) · 2-2           | David Aspin (NZL) · 1-3                    | Vasile Iorga (ROU) · kétvállas           | kiesett                           | kiesett                              | kiesett                      |                   | kiesett                                                                              | helyezetlen |
| Reza Khorrami            | 90 kg       | Étienne Martinetti (SUI) · kétvállas | Kamada Makoto (JPN) · 1-3                  | Ernst Knoll (FRG) · 1-3                  | Ben Peterson (USA) · 3-1          | Bajkó Károly (HUN) · 2-2             | kiesett                      |                   | kiesett                                                                              | 5.          |
| Abolfazl Anvari          | 100 kg      | Karel Engel (TCH) · 1-3              | Robert N'Diaye (SEN) · kétvállas           | Khorloogiin Bayanmönkh (MGL) · kétvállas | Ivan Jarigin (URS) · kétvállas    | kiesett                              |                              |                   | kiesett                                                                              | helyezetlen |
| Moslem Eskandar-Filabi   | +100 kg     | Miguel Zambrano (PER) · 0.5-3.5      | Christopher Taylor (USA) · 3-1             | Stanisław Makowiecki (POL) · kétvállas   | Peter Germer (GDR) · 1-3          | Alekszandr Medvegy (URS) · kétvállas |                              |                   | kiesett                                                                              | 4.          |

## Kerékpározás

### Országúti kerékpározás
| Versenyző                                                              | Versenyszám     | Idő              | Helyezés |
| ---------------------------------------------------------------------- | --------------- | ---------------- | -------- |
| Khosro Haghgosha Mohamed Khodavand Gholam Hossein Koohi Behrouz Rahbar | Csapat időfutam | 2:34:30 (+23:13) | 32.      |

### Pálya-kerékpározás
Sprintverseny
| Versenyző            | Versenyszám  | 1. forduló                                           | 1. forduló       | Vigaszág             | Vigaszág | 2. forduló             | 2. forduló | Vigaszág             | Vigaszág | Nyolcaddöntő           | Nyolcaddöntő | Vigaszág selejtező     | Vigaszág selejtező | Vigaszág döntő       | Vigaszág döntő | Negyeddöntő          | Elődöntő             | Döntő                | Helyezés    |
| Versenyző            | Versenyszám  | Ellenfelek Győztes idő                               | Hely.            | Ellenfél Győztes idő | Hely.    | Ellenfelek Győztes idő | Hely.      | Ellenfél Győztes idő | Hely.    | Ellenfelek Győztes idő | Hely.        | Ellenfelek Győztes idő | Hely.              | Ellenfél Győztes idő | Hely.          | Ellenfél Győztes idő | Ellenfél Győztes idő | Ellenfél Győztes idő | Helyezés    |
| -------------------- | ------------ | ---------------------------------------------------- | ---------------- | -------------------- | -------- | ---------------------- | ---------- | -------------------- | -------- | ---------------------- | ------------ | ---------------------- | ------------------ | -------------------- | -------------- | -------------------- | -------------------- | -------------------- | ----------- |
| Gholam Hossein Koohi | Férfi egyéni | Karl Köther (FRG) · Peder Pedersen (DEN) · 11,30     | nem állt rajthoz | kiesett              | kiesett  | kiesett                | kiesett    | kiesett              | kiesett  | kiesett                | kiesett      | kiesett                | kiesett            | kiesett              | kiesett        | kiesett              | kiesett              | kiesett              | helyezetlen |
| Behrouz Rahbar       | Férfi egyéni | Hans-Jürgen Geschke (GDR) · Jairo Díaz (COL) · 11,52 | nem állt rajthoz | kiesett              | kiesett  | kiesett                | kiesett    | kiesett              | kiesett  | kiesett                | kiesett      | kiesett                | kiesett            | kiesett              | kiesett        | kiesett              | kiesett              | kiesett              | helyezetlen |

Időfutam
| Versenyző      | Versenyszám  | Idő     | Helyezés |
| -------------- | ------------ | ------- | -------- |
| Behrouz Rahbar | Férfi egyéni | 1:15,39 | 28.      |

Üldözőversenyek
| Versenyző                                                              | Versenyszám  | Selejtező | Selejtező | Negyeddöntő  | Negyeddöntő | Negyeddöntő | Elődöntő     | Elődöntő  | Elődöntő | Döntő        | Döntő     | Helyezés |
| Versenyző                                                              | Versenyszám  | Idő       | Hely.     | Ellenfél Idő | Saját idő   | Hely.       | Ellenfél Idő | Saját idő | Hely.    | Ellenfél Idő | Saját idő | Helyezés |
| ---------------------------------------------------------------------- | ------------ | --------- | --------- | ------------ | ----------- | ----------- | ------------ | --------- | -------- | ------------ | --------- | -------- |
| Khosro Haghgosha                                                       | Férfi egyéni | 5:22,98   | 25.       | kiesett      | kiesett     | kiesett     | kiesett      | kiesett   | kiesett  | kiesett      | kiesett   | 25.      |
| Khosro Haghgosha Mohamed Khodavand Gholam Hossein Koohi Behrouz Rahbar | Férfi csapat | 5:10,80   | 22.       | kiesett      | kiesett     | kiesett     | kiesett      | kiesett   | kiesett  | kiesett      | kiesett   | 22.      |

## Labdarúgás
| Iráni labdarúgócsapat-játékoskeret | Iráni labdarúgócsapat-játékoskeret |
| --- | --- |
| - Ibrahim Astijani - Ali Reza Azizi - Ali Dzsabbari - Parviz Gelicshani - Dzsavad Gorab - Madzsid Halvaji - Mahmud Hordbin - Szafar Iranpak - Akbar Kargardzsam - Dzsafar Kasani | - Mehdi Lavaszani - Mehdi Monadzsati - Ali Parvin - Aszgar Sarafi - Mohammad Szadegi - Manszur Rasidi - Golam Vafahah - Dzsavád Allahverdi* - Reza Goflszaz* |

* - nem játszott csak nevezve volt

### Eredmények
Csoportkör
C csoport
| Csapat       | M | Gy | D | V | G+ | G– | Gk | P |
| ------------ | - | -- | - | - | -- | -- | -- | - |
| Magyarország | 3 | 2  | 1 | 0 | 9  | 2  | +7 | 5 |
| Dánia        | 3 | 2  | 0 | 1 | 7  | 4  | +3 | 4 |
| Irán         | 3 | 1  | 0 | 2 | 1  | 9  | –8 | 2 |
| Brazília     | 3 | 0  | 1 | 2 | 4  | 6  | –2 | 1 |

| 1972. augusztus 27. 12:00 |

| Magyarország (HUN)                        | 5–0               | Irán |
| ----------------------------------------- | ----------------- | ---- |
| Dunai A. 31' 48' 91' Váradi 52' Kozma 81' | (1–0) Jegyzőkönyv |      |

| Nürnberg Nézőszám: 2 000 Játékvezető: Guillermo Velasquez (kolumbiai) |

| 1972. augusztus 29. 12:00 |

| Dánia (DEN)                                   | 4–0               | Irán |
| --------------------------------------------- | ----------------- | ---- |
| Heino Hansen 16' 58' Simonsen 39' Nygaard 44' | (3–0) Jegyzőkönyv |      |

| Rosenaustadion, Augsburg Nézőszám: 3 500 Játékvezető: Abdelkrim Ziani (marokkói) |

| 1972. augusztus 31. 12:00 |

| Irán (IRI)  | 1–0               | Brazília |
| ----------- | ----------------- | -------- |
| Halvaie 63' | (0–0) Jegyzőkönyv |          |

| Regensburg Nézőszám: 2 200 Játékvezető: Gerhard Schulenburg (nyugat-német) |

| Csapat     | Helyezés |
| ---------- | -------- |
| Irán (IRI) | 12.      |

## Ökölvívás
| Versenyző           | Versenyszám  | Selejtező               | 32-es főtábla                             | Nyolcaddöntő                | Negyeddöntő       | Elődöntő          | Döntő             | Helyezés |
| Versenyző           | Versenyszám  | Ellenfél Eredmény       | Ellenfél Eredmény                         | Ellenfél Eredmény           | Ellenfél Eredmény | Ellenfél Eredmény | Ellenfél Eredmény | Helyezés |
| ------------------- | ------------ | ----------------------- | ----------------------------------------- | --------------------------- | ----------------- | ----------------- | ----------------- | -------- |
| Manuchehr Bahmani   | Harmatsúly   | erőnyerő                | Vang Csi-jing (Wang Chee-Yen) (ROC) · 2-3 | kiesett                     | kiesett           | kiesett           | kiesett           | 17.      |
| Jabar Feli          | Pehelysúly   | erőnyerő                | Philip Waruinge (KEN) · 1-4               | kiesett                     | kiesett           | kiesett           | kiesett           | 17.      |
| Hassan Eghmaz       | Könnyűsúly   | Abdel Allah (EGY) · RSC | Ivan Mihajlov (BUL) · 2-3                 | kiesett                     | kiesett           | kiesett           | kiesett           | 17.      |
| Nosra Vakil Monfard | Kisváltósúly |                         | James Montague (IRL) · RSC                | kiesett                     | kiesett           | kiesett           | kiesett           | 17.      |
| Vartex Parsanian    | Váltósúly    | erőnyerő                | Mbwana Mkanga (TAN) · 5-0                 | Richard Murunga (KEN) · RSC | kiesett           | kiesett           | kiesett           | 9.       |

## Súlyemelés
| Versenyző               | Versenyszám | Nyomás   | Nyomás   | Szakítás | Szakítás | Lökés    | Lökés    | Összesen | Helyezés |
| Versenyző               | Versenyszám | Eredmény | Helyezés | Eredmény | Helyezés | Eredmény | Helyezés | Összesen | Helyezés |
| ----------------------- | ----------- | -------- | -------- | -------- | -------- | -------- | -------- | -------- | -------- |
| Arjomand Mohamed Nasehi | 52 kg       | kizárták | kizárták | kizárták | kizárták | kizárták | kizárták | kizárták | kizárták |
| Mohammed Nassiri        | 56 kg       | 127,5    | 2.       | 100,0    | 11.      | 142,5    | 2.       | 370,0    |          |
| Nasrollah Dehnavi       | 67,5 kg     | 150,0    | 2.       | 125,0    | 8.       | 160,0    | 9.       | 435,0    | 5.       |

## Vívás
Férfi
| Versenyző       | Versenyszám       | Selejtező | Selejtező | Selejtező         | Selejtező | Negyeddöntő       | Negyeddöntő | Elődöntő          | Elődöntő | Döntő             | Döntő   | Helyezés    |
| Versenyző       | Versenyszám       | 1. kör | 1. kör    | 2. kör            | 2. kör    | Negyeddöntő       | Negyeddöntő | Elődöntő          | Elődöntő | Döntő             | Döntő   | Helyezés    |
| Versenyző       | Versenyszám       | Ellenfél Eredmény | Hely.     | Ellenfél Eredmény | Hely.     | Ellenfél Eredmény | Hely.       | Ellenfél Eredmény | Hely.    | Ellenfél Eredmény | Hely.   | Helyezés    |
| --------------- | ----------------- | --- | --------- | ----------------- | --------- | ----------------- | ----------- | ----------------- | -------- | ----------------- | ------- | ----------- |
| Ali Alamdari    | Tőr, egyéni       | 1. csoport · Friedrich Wessel (FRG) · 1-5 · Kamuti Jenő (HUN) · 2-5 · Vaszil Sztankovics (URS) · 1-5 · Carlos Calderón (MEX) · 2-5 · Matthew Chan (HKG) · 5-3      | 5.        | kiesett           | kiesett   | kiesett           | kiesett     | kiesett           | kiesett  | kiesett           | kiesett | helyezetlen |
| Ali Alamdari    | Párbajtőr, egyéni | 5. csoport · Szergej Paramonov (URS) · 3-5 · Bernd Uhlig (GDR) · 3-5 · Rudolf Trost (AUT) · 3-5 · George Masin (USA) · 5-3 · Remo Manelli (LUX) · 2-5              | 5.        | kiesett           | kiesett   | kiesett           | kiesett     | kiesett           | kiesett  | kiesett           | kiesett | helyezetlen |
| Pirouz Adamiyat | Párbajtőr, egyéni | 12. csoport · Hans-Peter Schulze (GDR) · 2-5 · Ralph Johnson (GBR) · 4-5 · Jorge Castillejos (MEX) · 2-5 · Carl von Essen (SWE) · 3-5 · Fenyvesi Csaba (HUN) · 5-2 | 6.        | kiesett           | kiesett   | kiesett           | kiesett     | kiesett           | kiesett  | kiesett           | kiesett | helyezetlen |